# Otschor
Otschor (russisch Очёр) ist eine Stadt in der Region Perm (Russland) mit 14.238 Einwohnern (Stand 14. Oktober 2010).

## Geografie
Die Stadt liegt im Vorland des Mittleren Urals etwa 120 km westlich der Regionshauptstadt Perm am gleichnamigen Fluss Otschor, einem rechten Nebenfluss der Kama.
Otschor ist Verwaltungszentrum des gleichnamigen Rajons.

## Geschichte
Otschor entstand 1759 im Zusammenhang mit der Errichtung eines Eisenwerkes durch die Unternehmerfamilie Stroganow und erhielt 1950 das Stadtrecht.

### Bevölkerungsentwicklung
| Jahr | Einwohner |
| ---- | --------- |
| 1897 | 3.500     |
| 1939 | 7.744     |
| 1959 | 14.000    |
| 1970 | 15.372    |
| 1979 | 14.836    |
| 1989 | 16.352    |
| 2002 | 15.563    |
| 2010 | 14.238    |

Anmerkung: Volkszählungsdaten (1897 gerundet)

## Kultur und Sehenswürdigkeiten
Otschor besitzt ein Heimatmuseum.

## Wirtschaft
In Otschor gibt es eine Maschinenfabrik (Geräte zur Verlegung von Pipelines) und Lebensmittelindustrie. Im Rajon wird Erdöl gefördert (Lagerstätten Otschorskoje und Trawninskoje).